# Arquidiocese de Maceió
A Arquidiocese de Maceió (Archidioecesis Maceiensis) é uma circunscrição eclesiástica da Igreja Católica no Brasil. Sua sede é o município de Maceió, no estado de Alagoas.

## História

Praça da Catedral, 1905 Arquivo Nacional.

A arquidiocese foi fundada a 2 de julho de 1900, pelo Papa Leão XIII, por meio da bula Postremis Hisce Temporibus, com a designação de Diocese das Alagoas e abrangendo todo o território do estado. Teve a sua instalação oficial a 23 de agosto de 1901, com a posse solene, na Catedral de Nossa Senhora dos Prazeres, do primeiro bispo, D. Antônio Manuel de Castilho Brandão, alagoano da região sertaneja de Mata Grande, que fora bispo do Grão-Pará.

## Território
O território da arquidiocese abrange a capital alagoana, Maceió, e os municípios de Atalaia, Barra de Santo Antônio, Branquinha, Cajueiro, Campestre, Capela, Chã Preta, Colônia Leopoldina, Coqueiro Seco, Flexeiras, Ibateguara, Jacuípe, Japaratinga, Jaramataia, Joaquim Gomes, Jundiá, Maragogi, Marechal Deodoro, Matriz de Camaragibe, Messias, Murici, Novo Lino, Palestina, Paripueira, Passo de Camaragibe, Pilar, Pindoba, Porto Calvo, Porto de Pedras, Rio Largo, Santa Luzia do Norte, Santana do Mundaú, São José da Laje, São Luís do Quitunde, São Miguel dos Milagres, Satuba, União dos Palmares e Viçosa.

## Bispos e arcebispos
|                        | Nome                                 | Período    | Notas                                    |
| Arcebispos             | Arcebispos                           | Arcebispos | Arcebispos                               |
| ---------------------- | ------------------------------------ | ---------- | ---------------------------------------- |
| 10º                    | Carlos Alberto Breis Pereira, O.F.M. | 2024—      | Atual                                    |
| 9º                     | Antônio Muniz Fernandes, O.Carm.     | 2007—2024  | Arcebispo emérito                        |
| 8º                     | José Carlos Melo, C.M.               | 2002—2007  |                                          |
| 7º                     | Edvaldo Gonçalves Amaral, S.D.B.     | 1986—2002  | Arcebispo emérito.                       |
| 6º                     | José Lamartine Soares                | 1985       | Faleceu antes de assumir a arquidiocese. |
| 5º                     | Miguel Fenelon Câmara Filho          | 1976—1984  | Nomeado arcebispo de Teresina.           |
| 4º                     | Adelmo Cavalcante Machado            | 1963—1976  |                                          |
| 3º                     | Ranulfo da Silva Farias              | 1939—1963  |                                          |
| 2º                     | Santino Maria da Silva Coutinho      | 1923—1939  |                                          |
| 1º                     | Manuel Antônio de Oliveira Lopes     | 1911—1922  | Primeiro arcebispo                       |
| Arcebispos coadjutores |                                      |            |                                          |
|                        | Adelmo Cavalcante Machado            | 1955—1963  | Elevado a arcebispo                      |
|                        | Miguel Fenelon Câmara Filho          | 1974—1976  | Elevado a arcebispo                      |
|                        | José Carlos Melo, C.M.               | 2000—2002  | Elevado a arcebispo                      |
|                        | Carlos Alberto Breis Pereira, O.F.M. | 2023—2024  | Elevado a arcebispo                      |
| Bispo auxiliar         |                                      |            |                                          |
|                        | Eliseu Maria Gomes de Oliveira       | 1968—1974  | Nomeado bispo de Caetité                 |
| Bispos diocesanos      |                                      |            |                                          |
| 2º                     | Manuel Antônio de Oliveira Lopes     | 1911—1922  |                                          |
| 1º                     | Antônio Manuel de Castilho Brandão   | 1901—1910  |                                          |